# Kwame Quee
Kwame Quee (Freetown, 7 settembre 1996) è un calciatore sierraleonese, centrocampista del Grindavík e della nazionale sierraleonese.

## Carriera

### Club
Ha giocato nella massima serie islandese ed in quella israeliana.

### Nazionale
Nel 2014 ha esordito in nazionale; in seguito è stato convocato per la Coppa delle nazioni africane 2021.

## Statistiche

### Cronologia presenze e reti in nazionale
| Cronologia completa delle presenze e delle reti in nazionale ― Sierra Leone | Cronologia completa delle presenze e delle reti in nazionale ― Sierra Leone | Cronologia completa delle presenze e delle reti in nazionale ― Sierra Leone | Cronologia completa delle presenze e delle reti in nazionale ― Sierra Leone | Cronologia completa delle presenze e delle reti in nazionale ― Sierra Leone | Cronologia completa delle presenze e delle reti in nazionale ― Sierra Leone | Cronologia completa delle presenze e delle reti in nazionale ― Sierra Leone | Cronologia completa delle presenze e delle reti in nazionale ― Sierra Leone |
| Data                                                                        | Città                                                                       | In casa                                                                     | Risultato                                                                   | Ospiti                                                                      | Competizione                                                                | Reti                                                                        | Note                                                                        |
| --------------------------------------------------------------------------- | --------------------------------------------------------------------------- | --------------------------------------------------------------------------- | --------------------------------------------------------------------------- | --------------------------------------------------------------------------- | --------------------------------------------------------------------------- | --------------------------------------------------------------------------- | --------------------------------------------------------------------------- |
| 2-12-2012                                                                   | Conakry                                                                     | Guinea                                                                      | 0 – 0                                                                       | Sierra Leone                                                                | Qual. campionato delle Nazioni Africane 2014                                | -                                                                           |                                                                             |
| 14-12-2012                                                                  | Freetown                                                                    | Sierra Leone                                                                | 1 – 1                                                                       | Guinea                                                                      | Qual. campionato delle Nazioni Africane 2014                                | -                                                                           | 46’                                                                         |
| 19-7-2014                                                                   | Freetown                                                                    | Sierra Leone                                                                | 2 – 0                                                                       | Seychelles                                                                  | Qual. Coppa d'Africa 2015                                                   | -                                                                           | 82’                                                                         |
| 19-11-2014                                                                  | Kinshasa                                                                    | RD del Congo                                                                | 3 – 1                                                                       | Sierra Leone                                                                | Qual. Coppa d'Africa 2015                                                   | -                                                                           |                                                                             |
| 14-6-2015                                                                   | Khartum                                                                     | Sudan                                                                       | 1 – 0                                                                       | Sierra Leone                                                                | Qual. Coppa d'Africa 2017                                                   | -                                                                           |                                                                             |
| 21-6-2015                                                                   | Nouakchott                                                                  | Mauritania                                                                  | 2 – 1                                                                       | Sierra Leone                                                                | Qual. campionato delle Nazioni Africane 2016                                | -                                                                           |                                                                             |
| 27-6-2015                                                                   | Nouakchott                                                                  | Mauritania                                                                  | 2 – 0                                                                       | Sierra Leone                                                                | Qual. campionato delle Nazioni Africane 2016                                | -                                                                           |                                                                             |
| 6-9-2015                                                                    | Port Harcourt                                                               | Sierra Leone                                                                | 0 – 0                                                                       | Costa d'Avorio                                                              | Qual. Coppa d'Africa 2017                                                   | -                                                                           | 71’                                                                         |
| 10-10-2015                                                                  | N'Djamena                                                                   | Ciad                                                                        | 1 – 0                                                                       | Sierra Leone                                                                | Qual. Mondiali 2018                                                         | -                                                                           |                                                                             |
| 13-10-2015                                                                  | Port Harcourt                                                               | Sierra Leone                                                                | 2 – 1                                                                       | Ciad                                                                        | Qual. Mondiali 2018                                                         | -                                                                           | 90’                                                                         |
| 22-3-2016                                                                   | Freetown                                                                    | Sierra Leone                                                                | 1 – 1                                                                       | Malawi                                                                      | Amichevole                                                                  | -                                                                           |                                                                             |
| 25-3-2016                                                                   | Franceville                                                                 | Gabon                                                                       | 2 – 1                                                                       | Sierra Leone                                                                | Amichevole                                                                  | -                                                                           |                                                                             |
| 28-3-2016                                                                   | Freetown                                                                    | Sierra Leone                                                                | 1 – 0                                                                       | Gabon                                                                       | Amichevole                                                                  | -                                                                           |                                                                             |
| 4-6-2016                                                                    | Freetown                                                                    | Sierra Leone                                                                | 1 – 0                                                                       | Sudan                                                                       | Qual. Coppa d'Africa 2017                                                   | -                                                                           | 82’                                                                         |
| 3-9-2016                                                                    | Bouaké                                                                      | Costa d'Avorio                                                              | 1 – 1                                                                       | Sierra Leone                                                                | Qual. Coppa d'Africa 2017                                                   | -                                                                           | 90+2’                                                                       |
| 10-6-2017                                                                   | Freetown                                                                    | Sierra Leone                                                                | 2 – 1                                                                       | Kenya                                                                       | Qual. Coppa d'Africa 2019                                                   | -                                                                           |                                                                             |
| 9-9-2018                                                                    | Auasa                                                                       | Etiopia                                                                     | 1 – 0                                                                       | Sierra Leone                                                                | Qual. Coppa d'Africa 2019                                                   | -                                                                           | 46’ 54’                                                                     |
| 4-9-2019                                                                    | Monrovia                                                                    | Liberia                                                                     | 3 – 1                                                                       | Sierra Leone                                                                | Qual. Mondiali 2022                                                         | 1                                                                           | 21’                                                                         |
| 8-9-2019                                                                    | Freetown                                                                    | Sierra Leone                                                                | 1 – 0                                                                       | Liberia                                                                     | Qual. Mondiali 2022                                                         | -                                                                           |                                                                             |
| 13-11-2019                                                                  | Freetown                                                                    | Sierra Leone                                                                | 1 – 1                                                                       | Lesotho                                                                     | Qual. Coppa d'Africa 2021                                                   | 1                                                                           |                                                                             |
| 17-11-2019                                                                  | Porto-Novo                                                                  | Benin                                                                       | 1 – 0                                                                       | Sierra Leone                                                                | Qual. Coppa d'Africa 2021                                                   | -                                                                           |                                                                             |
| 13-11-2020                                                                  | Benin City                                                                  | Nigeria                                                                     | 4 – 4                                                                       | Sierra Leone                                                                | Qual. Coppa d'Africa 2021                                                   | 1                                                                           | 70’                                                                         |
| 17-11-2020                                                                  | Freetown                                                                    | Sierra Leone                                                                | 0 – 0                                                                       | Nigeria                                                                     | Qual. Coppa d'Africa 2021                                                   | -                                                                           |                                                                             |
| 27-3-2021                                                                   | Rantsala                                                                    | Lesotho                                                                     | 0 – 0                                                                       | Sierra Leone                                                                | Qual. Coppa d'Africa 2021                                                   | -                                                                           |                                                                             |
| 15-6-2021                                                                   | Conakry                                                                     | Sierra Leone                                                                | 2 – 1                                                                       | Benin                                                                       | Qual. Coppa d'Africa 2021                                                   | -                                                                           |                                                                             |
| 6-10-2021                                                                   | El Jadida                                                                   | Sierra Leone                                                                | 1 – 1                                                                       | Sudan del Sud                                                               | Amichevole                                                                  | -                                                                           |                                                                             |
| 9-10-2021                                                                   | El Jadida                                                                   | Gambia                                                                      | 1 – 2                                                                       | Sierra Leone                                                                | Amichevole                                                                  | -                                                                           | 87’                                                                         |
| 13-11-2021                                                                  | Sapanca                                                                     | Comore                                                                      | 2 – 0                                                                       | Sierra Leone                                                                | Amichevole                                                                  | -                                                                           |                                                                             |
| 11-1-2022                                                                   | Douala                                                                      | Algeria                                                                     | 0 – 0                                                                       | Sierra Leone                                                                | Coppa d'Africa 2021 - 1º turno                                              | -                                                                           |                                                                             |
| 16-1-2022                                                                   | Douala                                                                      | Costa d'Avorio                                                              | 2 – 2                                                                       | Sierra Leone                                                                | Coppa d'Africa 2021 - 1º turno                                              | -                                                                           |                                                                             |
| 20-1-2022                                                                   | Limbe                                                                       | Sierra Leone                                                                | 0 – 1                                                                       | Guinea Equatoriale                                                          | Coppa d'Africa 2021 - 1º turno                                              | -                                                                           | 77’ 90’                                                                     |
| 13-6-2022                                                                   | El Jadida                                                                   | Sierra Leone                                                                | 2 – 2                                                                       | Guinea-Bissau                                                               | Qual. Coppa d'Africa 2023                                                   | -                                                                           | 82’                                                                         |
| 24-9-2022                                                                   | Johannesburg                                                                | Sudafrica                                                                   | 4 – 0                                                                       | Sierra Leone                                                                | Amichevole                                                                  | -                                                                           | 83’                                                                         |
| 6-1-2024                                                                    | San-Pédro                                                                   | Costa d'Avorio                                                              | 5 – 1                                                                       | Sierra Leone                                                                | Amichevole                                                                  | -                                                                           | 72’                                                                         |
| Totale                                                                      |                                                                             | Presenze                                                                    | 34                                                                          |                                                                             | Reti                                                                        | 3                                                                           |                                                                             |

## Palmarès

### Club

#### Competizioni nazionali
- Coppa d'Islanda: 1

Víkingur: 2019